# Compasso 3/1
Compasso 3/1 é o quarto álbum de estúdio da Banda Raízes, lançado em 2001.
Neste trabalho, a banda apresenta composições de conteúdo mais existencialista, assim como questões sobre a natureza humana e a dualidade universal entre o bem e mal. É considerado pelo próprio grupo como o álbum mais inovador, ousado e mais bem produzido de sua carreira. O álbum foi eleito o 74º melhor disco da década de 2000, de acordo com lista publicada pelo Super Gospel.
O cantor João Alexandre participa na música "Eu não me esqueço de você".[carece de fontes?]

## Faixas
1. Salvo Conduto
2. Compasso 3/1
3. Bom Combate
4. De Bem com a Vida
5. Arco-Íris
6. Jesus Meu Amigo
7. Eu não me Esqueço de Você
8. Paraíso
9. Vem Brilhar
10. Eis-me Aqui
11. Coisas que ninguém Viu
12. De Fé em Fé
13. Ergo o meu Olhar
14. Jesus Vida Verão